# Baragoi
Baragoi es una localidad de Kenia perteneciente al condado de Samburu.
Tiene 7992 habitantes según el censo de 2009.
Se sitúa al norte de Maralal y al este del valle de Suguta.

## Historia
En 2012, el entorno de Baragoi fue el escenario de graves enfrentamientos étnicos en los que murieron al menos medio centenar de personas.

## Demografía
Los 7992 habitantes de Baragoi se reparten así en el censo de 2009:
- Población urbana: 4694 habitantes (2307 hombres y 2387 mujeres)
- Población periurbana: 3298 habitantes (1518 hombres y 1780 mujeres)
- Población rural: no hay población rural en esta localidad

## Transportes
Se sitúa sobre la carretera C77, que une el oeste del condado de Marsabit con Gilgil. Al norte, esta carretera lleva a la esquina sureste del lago Turkana. Al sur lleva a Maralal, Rumuruti y Nyahururu.